# Laura Osnes
Laura Osnes (Burnsville, 19 novembre 1985) è un'attrice e cantante statunitense, nota interprete di musical a Broadway.

## Biografia
È stata nominata due volte al Tony Award alla miglior attrice protagonista in un musical: la prima volta per il musical Bonnie & Clyde nel 2012, la seconda nel 2013 per il musical di Rodgers e Hammerstein Cinderella. Pur non avendo vinto il Tony, la sua interpretazione nel ruolo di Cenerentola le vale il Drama Desk Award.
Ha interpretato diversi altri musical, tra cui Grease, Anything Goes, Pipe Dream, Carousel, The Sound of Music, L'opera da tre soldi e The Bandstand.

## Vita privata
È sposata con il fotografo Nathan Johnson dal 2007.

## Filmografia

### Televisione
- Elementary – serie TV, episodio 2×03 (2013)
- Six By Sondheim – documentario per la televisione (2013)
- A Capitol Fourth – concerto annuale in occasione del Giorno dell'Indipendenza (2017)
- The Marvelous Mrs. Maisel – serie TV, episodio 2×05 (2018)
- Fosse/Verdon – serie TV, episodio 1×01 (2019)
- In the Key of Love – film per la televisione (2019)
- A Homecoming for the Holidays – film per la televisione (2019)
- Dynasty – serie TV, episodio 3×18 (2020)
- One Royal Holiday – film per la televisione (2020)
- Il mio inatteso principe di Natale (One Royal Holiday), regia di Dustin Rikert – film TV (2020)

### Film
- Bandstand: The Broadway Musical on Screen (2018)
- Between the Black (2020)

## Teatro
- Grease (2007-08)
- Pride and Prejudice (2008)
- South Pacific (2008-09)
- Bonnie and Clyde (2009-10)
- Anything Goes (2011)
- Bonnie and Clyde (2011)
- The Sound of Music (2012)
- Pipe Dream (2012)
- Rodgers and Hammerstein's Cinderella (2013-14)
- Threepenny Opera (2014)
- The Band Wagon (2014)
- Carousel (2015)
- The Bandstand (2015)
- Crazy for You (2017)
- Bandstand (2017)
- On The Town (2018)
- Show Boat (2018)
- The Scarlet Pimpernel (2019)